# محمد الحسن سالم حميد
محمد الحسن سالم حميد شاعر سوداني (1956م -2012م). من مواليد قرية جريف نورى بالولاية الشمالية. تلقى تعليمه الأولي والأوسط بمدينة (نورى) والثانوي بمدرسة عطبرة الشعبية الثانوية. عمل في هيئة الموانئ البحرية في الفترة (1978 م-1992 م) متنقلاً بين (الخرطوم) و(بورتسودان).

## مكانته
كان أحد الرواد الذين شكلوا وجدان الشعب. مما جعل له شعبية كبيرة في كل طبقات المجتمع . لقب بشاعر الوطن وعرف بكتاباته النضالية ومصادمته للحكومات التي تعاقبت على حكم السودان، لحنت قصائده وغناها مطربين مشهورين بالسودان. تعد قصائد حميد وأشعاره المزود الرئيسي لشعارات الثورة السودانية التي أسقطت عمر البشير في الحادي عشر من أبريل 2019.

## أشعار حِمَيّد ودواوينه
قصائده متداوله كالعملة، تخرج من أجهزة التسجيل في القرى والحضر ،شعراً وغناءً. له عدة دواوين هي:
1. حجرالدغش
2. مجموعة نورا
3. الجابرية
4. ست الدار
5. الرجعة للبيت القديم (دار عزة للنشر والتوزيع-2003)
6. مصابيح السما التامنة وطشيش (دار عزة للنشر والتوزيع-2004 م)
7. أرضاً سلاح (يناير 2012 م)

وقد تغنت له مجموعة عقد الجلاد الغنائية بقصائد منها نورا ووطنا الزين. ومصطفي سيد أحمد بمجموعة من القصائد منها طيبة، قاسم أمين، نورا، عم عبد الرحيم والضو وجهجة التساب.

## وفاته
توفي في العشرين من مارس 2012 إثر حادث مروري بطريق شريان الشمال عند الكيلو 172، وسميت إحدى الشوارع الرئيسية بمنطقة نوري باسمه .